# Öttevény
Öttevény – wieś i gmina w północno-zachodniej części Węgier, w pobliżu miasta Győr. Gmina liczy 2911 mieszkańców (styczeń 2011) i zajmuje obszar 23,66 km².

## Położenie
Miejscowość leży na obszarze Małej Niziny Węgierskiej, w pobliżu granicy słowackiej. Administracyjnie należy do powiatu Győr, wchodzącego w skład komitatu Győr-Moson-Sopron.